# Египетско-сирийские отношения
Египетско-сирийские отношения — двусторонние отношения между Египтом и Сирией. Дипломатические отношения между странами были разорваны в 2013 году, однако они были восстановлены после военного переворота в Египте.

## История
Баасистское правительство Сирии в январе 1958 года направило в Каир делегацию и предложило Египту объединение с Сирией. Министр иностранных дел Сирии Салах Битар просил ускорить работу по объединению Египта и Сирии. Египетский президент Абдель Насер согласился, но на условиях, которые давали преимущество Египту и лишали влияния все другие политические силы. Первые соглашения о создании пан-арабского государства были подписаны 1 февраля 1958 года во дворце Кубба в Каире Гамалем Абдель Насером и президентом Сирии Шукри аль-Куатли. 21 февраля в Египте и Сирии прошли референдумы об объединении Египта и Сирии в единое государство, а Насер был избран президентом ОАР. Акт об объединении стран был подписан их президентами 22 февраля 1958 года. Прибывшего в Дамаск Насера приветствовали толпы народа.
17 апреля 1963 года в Каире было распространено коммюнике Насера, руководителя Сирии генерал-лейтенанта Луэя аль-Атаси и премьер-министра Ирака Ахмеда Хасана аль-Бакра о создании Федерации в составе Арабского, Сирийского и Иракского районов со столицей в Каире. Федерация должна была сохранить флаг ОАР с добавлением к нему ещё одной звезды. Но последовавшие вскоре политические кризисы в Сирии и Ираке прервали процесс объединения.

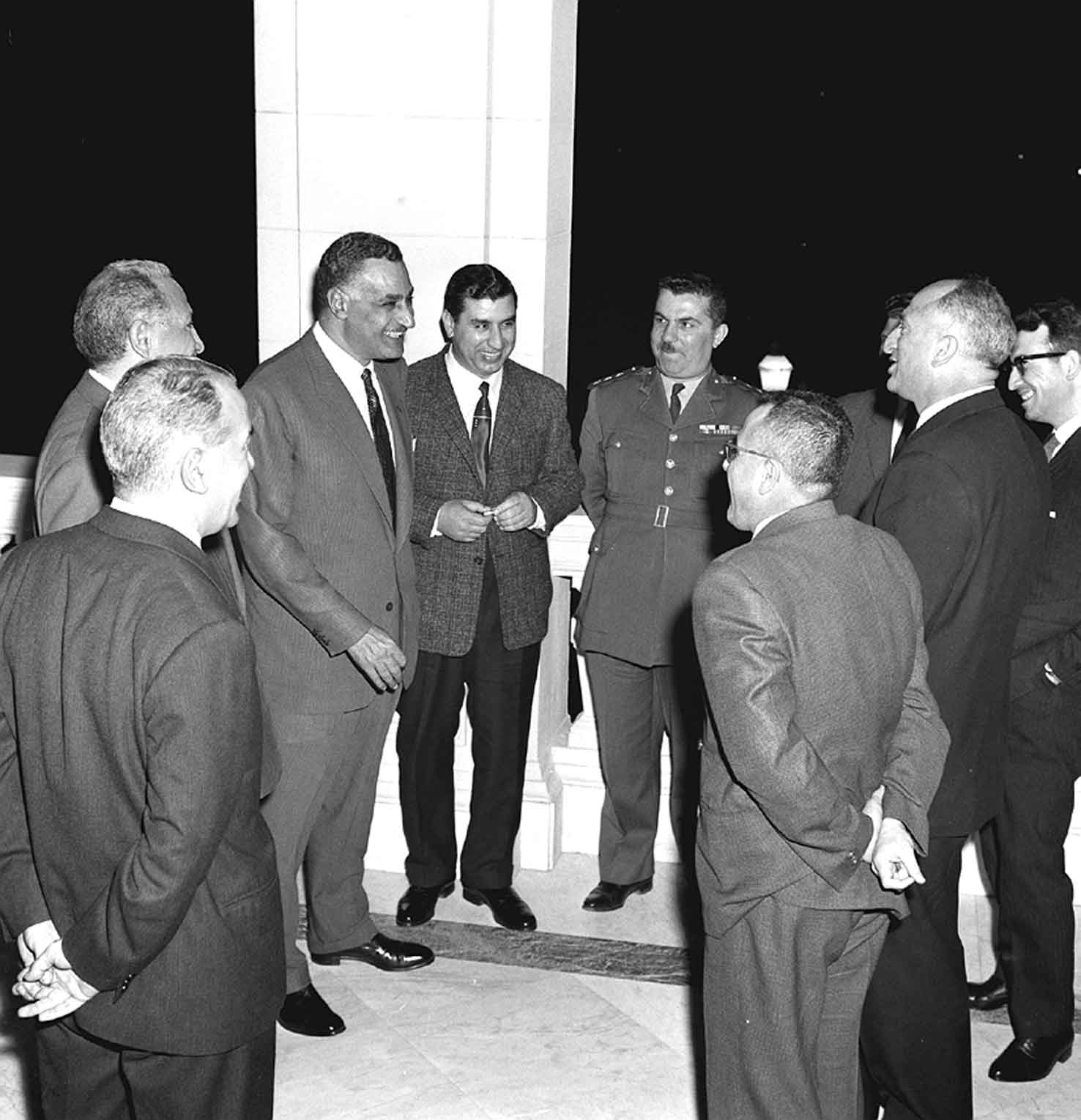
Члены Национального Совета Революционного Командования (сирийской военной хунты) вместе с президентом Египта Насером, 1963

ОАР официально существовала как унитарное государство до конца жизни Насера. После его смерти, в 1971 году, 2 сентября ОАР преобразовалась в Арабскую Республику Египет.
Отношения между странами ухудшились во время правления египетского президента Анвара ас-Садата из-за того, что он заключил мирный договор с Израилем. Хафез аль-Асад разорвал все отношения с Египтом после подписания этого мирного договора. Следующий президент Хосни Мубарак приложил усилия для того, чтобы отношения нормализовались. После начала арабской весны и роста влияния Братства мусульман в Египте, отношения между странами вновь стали очень напряжёнными. Братья-мусульмане являются запрещенной организацией в Сирии и состоять в ней — карается смертной казнью. В 2011 году Египет разорвал торговые отношения с Сирийской Арабской Республикой, после того, как сирийские силы безопасности атаковали мирных жителей. Египет поддерживает сирийскую оппозицию и призывает Башара Асада уйти в отставку, в ответ Сирия пригрозила пойти войной против Египта, если он вмешается в сирийскую гражданскую войну.
14 июня 2013 года саудовский проповедник Мухаммад бен Абдельрахман аль-Арифи на молитве в Каире призвал египтян принять участие в борьбе против президента Сирии Башара Асада. Группа суннитских клириков выступила в тот день с заявлением, призывающим к джихаду против сирийского режима. На следующий день Египет разорвал дипломатические отношения с Сирией. Однако они были восстановлены после военного переворота в Египте в июле. По состоянию на 2013 год, в Египте проживает более 100 000 беженцев из Сирии.
Несмотря на восстановление дипломатических связей, отношение между Сирией и Египтом оставались равнодушными. В июне 2015 года президент Египта Абдель Фаттах ас-Сиси посоветовал делегации ливанских дипломатов готовиться к падению режима президента Башара Асада.

### Возобновление диалога (2023—2025)
С начала 2020-х годов отношения между Египтом и Сирией начали постепенно восстанавливаться. На фоне региональной нормализации Сирия вернулась в состав Лиги арабских государств в мае 2023 года при поддержке Египта.
1 апреля 2023 года министр иностранных дел Сирии Фейсал Микдад совершил визит в Каир — первый с начала конфликта в Сирии в 2011 году. Он провёл переговоры со своим египетским коллегой Самехом Шукри, обсудив восстановление двусторонних связей.
После смены власти в Сирии в декабре 2024 года Египет поздравил нового президента Ахмед аш-Шараа, выразив поддержку политическому переходу.
5 марта 2025 года Ахмед аш-Шараа совершил официальный визит в Египет и встретился с президентом Абдель Фаттахом ас-Сиси. Это была первая подобная встреча на высшем уровне с 2011 года. Обе стороны подтвердили стремление к укреплению политического и экономического диалога.
11 июня 2025 года главы внешнеполитических ведомств двух стран встретились в рамках форума в Осло и обсудили региональную безопасность и двустороннее сотрудничество.
По состоянию на середину 2025 года Египет и Сирия сохраняют консульские отношения, развивают экономический диалог и координируют свои позиции в рамках ЛАГ.